# District de Müna
Le district de Müna est l'une des divisions qui composent la comarque indigène de Ngäbe-Buglé, au Panama.

## Description
Le district a une superficie de 796,4 km2 et une population de 36 075 habitants (recensement de 2010) appartient à la comarque de Ñokribo, avec une densité de population de 45,3 hab/km2. Elle est située dans la chaîne de montagnes de Tabasará.

## Division politico-administrative
Le district comprend seize corregimientos :
- Munängätäte
- Siädakäbti
- Bakama
- Cerro Caña
- Cerro Puerco
- Krüa
- Maraca
- Nibra
- Kikintani
- Roka
- Sitio Prado
- Umaní
- Diko
- Kikari
- Dikeri
- Mreeni

## Crédit d'auteurs
- (es) Cet article est partiellement ou en totalité issu de l’article de Wikipédia en espagnol intitulé « Distrito de Müna » (voir la liste des auteurs).